# Hans von Lehndorff
Hans von Lehndorff (ur. 13 kwietnia 1910, zm. 4 września 1987) – niemiecki prawnik i lekarz.

## Życiorys
Wychowany w Graditz pod Torgau (Saksonia). Młodość spędzał w Trakenach i Sztynorcie. Studiował medycynę na uniwersytetach w Monachium i Berlinie. W 1938 roku osiadł w Insterburgu w Prusach Wschodnich i podjął pracę jako chirurg w tamtejszym szpitalu miejskim. W 1947 roku wyjechał do Niemiec z transportem wysiedlonych z Iławy, tam pracował w szpitalu w Bad Godesberg koło Bonn.
Autor książki Dziennik z Prus Wschodnich. Zapiski lekarza z lat 1945–1947 (Ostpreußisches Tagebuch. Aufzeichnungen eines Arztes aus den Jahren 1945–1947). Pierwsze tłumaczenie P. i A. Sulikowskich opublikowano w 2010 roku, a drugie Zdzisława Owczarka w 2013 roku wydano w Wydawnictwie Karta w ramach serii „Świadectwa. Niemcy XX wiek”.
Jako członek zakonu joannitów przyjeżdżał do Polski z pomocą humanitarną.

## Rodzina
Był synem Zygfryda Grafa Lehndorffa (1869–1956) i jego żony Marii von Oldenburg (1886–1945), córki Elarda von Oldenburg-Januschau (Januszewo) niedaleko Iławy w powiecie Rosenberg w prowincji Prusy Zachodnie. Jego ojciec był zarządcą stajni i koniuszym krajowym pruskiej Stadniny Państwowej (Hauptgestüt) w Graditz i Trakenach. Dwóch braci Hansa zginęło podczas II wojny światowej. Matka Hansa została aresztowana w 1944 roku przez narodowych socjalistów za wspieranie zaprzyjaźnionego pastora. W 1945 roku wraz z najstarszym synem została zastrzelona przez żołnierzy Armii Czerwonej podczas ucieczki na zachód. Kuzyn Heinrich von Lehndorff-Steinort zginął po dokonaniu zamachu na Adolfa Hitlera 20 lipca 1944 roku.
5 listopada 1952 roku Hans Graf von Lehndorff ożenił się z Margarethe Finck von Finckenstein. Miał dwóch synów.

## Upamiętnienie
- W 2022 roku w ewangelickim kościele w Łęgutach została odsłonięta tablica pamiątkowa tablica upamiętniająca Hansa von Lendorffa[4].
- W 2006 roku jednej z ulic w Bonn nadano nazwę Graf-Lehndorff-Straße[3].